# Lewis Pullman
Pour les articles homonymes, voir Pullman.
Lewis Pullman est un acteur américain, né le 29 janvier 1993 à Los Angeles (Californie). Il est le fils de l'acteur Bill Pullman.

## Biographie

### Jeunesse
Lewis James Pullman naît le 29 janvier 1993 à Los Angeles, en Californie. Son père, Bill Pullman, est acteur et sa mère, Tamara Hurwitz, danseuse. Il a une sœur, Maesa Pullman (née en 1988), qui est auteure-interprète et un frère, Jack Pullman (né en 1989), marionnettiste.

### Carrière
Après des apparitions dans plusieurs courts métrages, Lewis Pullman fait ses débuts au cinéma, dans le western La Balade de Lefty Brown de Jared Moshé, sorti en 2017, et dans lequel son père tient le rôle principal. La même année, il est à l'affiche de plusieurs films : Aftermath d'Elliott Lester, La Route sauvage d'Andrew Haigh et Battle of the Sexes de Jonathan Dayton et Valerie Faris dans des rôles secondaires.
Il décroche un rôle plus important dans le film d'horreur Strangers: Prey at Night, sorti en 2018. Puis, il tient ensuite l'un des rôles principaux du film choral Sale temps à l'hôtel El Royale.
En 2019, il apparait dans plusieurs épisodes de la mini-série comique Catch-22 de George Clooney.
En août 2021, il est choisi pour le rôle principal, celui de Bean Mears, dans la nouvelle version Salem (2024) de Gary Dauberman, adaptée du roman éponyme de Stephen King.
En 2022, il est à l'affiche de Top Gun: Maverick et de la série Outer Range aux côtés de Josh Brolin, Tom Pelphrey, Lili Taylor et Imogen Poots.
Fin janvier 2024, il remplace l'acteur Steven Yeun pour le rôle de Robert Reynolds / Sentry dans le film de super-héros Thunderbolts (2025) de Jake Schreier.

### Vie Privée
Lewis est en couple depuis 2022 avec l’actrice et chanteuse Rainey Qualley, sœur de l’actrice Margaret Qualley. Ils se séparent en août 2023.
Depuis février 2025 il est en couple avec la mannequin Kaia Gerber.

## Filmographie

### Cinéma

#### Longs métrages
- 2017 : La Balade de Lefty Brown (The Ballad of Lefty Brown) de Jared Moshé : Billy Kitchen
- 2017 : Aftermath d'Elliott Lester : Samuel
- 2017 : La Route sauvage (Lean on Pete) d'Andrew Haigh : Dallas
- 2017 : Battle of the Sexes de Jonathan Dayton et Valerie Faris : Larry Riggs
- 2018 : Strangers: Prey at Night de Johannes Roberts : Luke
- 2018 : Sale temps à l'hôtel El Royale (Bad Times at the El Royale) de Drew Goddard : Miles Miller
- 2019 : Them That Follow de Britt Poulton et Dan Madison Savage : Garret
- 2020 : Pink Skies Ahead de Kelly Oxford : Ben
- 2022 : Top Gun: Maverick de Joseph Kosinski : Lieutenant Robert « Bob » Floyd
- 2023 : The Starling Girl de Laurel Parmet : Owen Taylor
- 2023 : The Line de Ethan Berger : Todd Stevens
- 2023 : L'Affaire de la mutinerie du Caine (The Caine Mutiny Court-Martial) de William Friedkin : le lieutenant Thomas Keefer
- 2024 : Skincare de Austin Peters : Jordan
- 2024 : Riff Raff de Dito Montiel : Rocco
- 2024 : Salem (Salem's Lot) de Gary Dauberman : Bean Mears
- 2025 : Thunderbolts de Jake Schreier : Robert « Bob » Reynolds / Sentry / Voïd
- 2025 : Ann Lee de Mona Fastvold
- 2026 : Avengers: Doomsday d'Anthony et Joe Russo : Robert « Bob » Reynolds / Sentry

#### Courts métrages
- 2013 : The Tutor d'Augusta Dayton et Graham Parkes
- 2015 : The Peter Cassidy Project de Noah Lee : Henry Lovegood
- 2016 : Where You Are de Graham Parkes : James
- 2016 : The Realest Real de Carrie Brownstein : Patrick
- 2019 : Lefty/Righty de Max Walker-Silverman : Righty

### Télévision

#### Séries télévisées
- 2019 : Catch-22 : Major Major
- 2022 : Outer Range : Rhett Abbott
- 2023 : Lessons in Chemistry : Calvin Evans

## Nomination
Sauf indication contraire, les informations mentionnées dans cette section peuvent être confirmées par la base de données cinématographiques IMDb,  présente dans la section « Liens externes ».
- Saturn Awards 2019 : meilleur acteur dans un second rôle pour Sale temps à l'hôtel El Royale
- 76e cérémonie des Primetime Emmy Awards : Primetime Emmy Award du meilleur acteur dans un second rôle dans une mini-série ou un téléfilm pour Lessons in Chemistry